# نحام أصغر

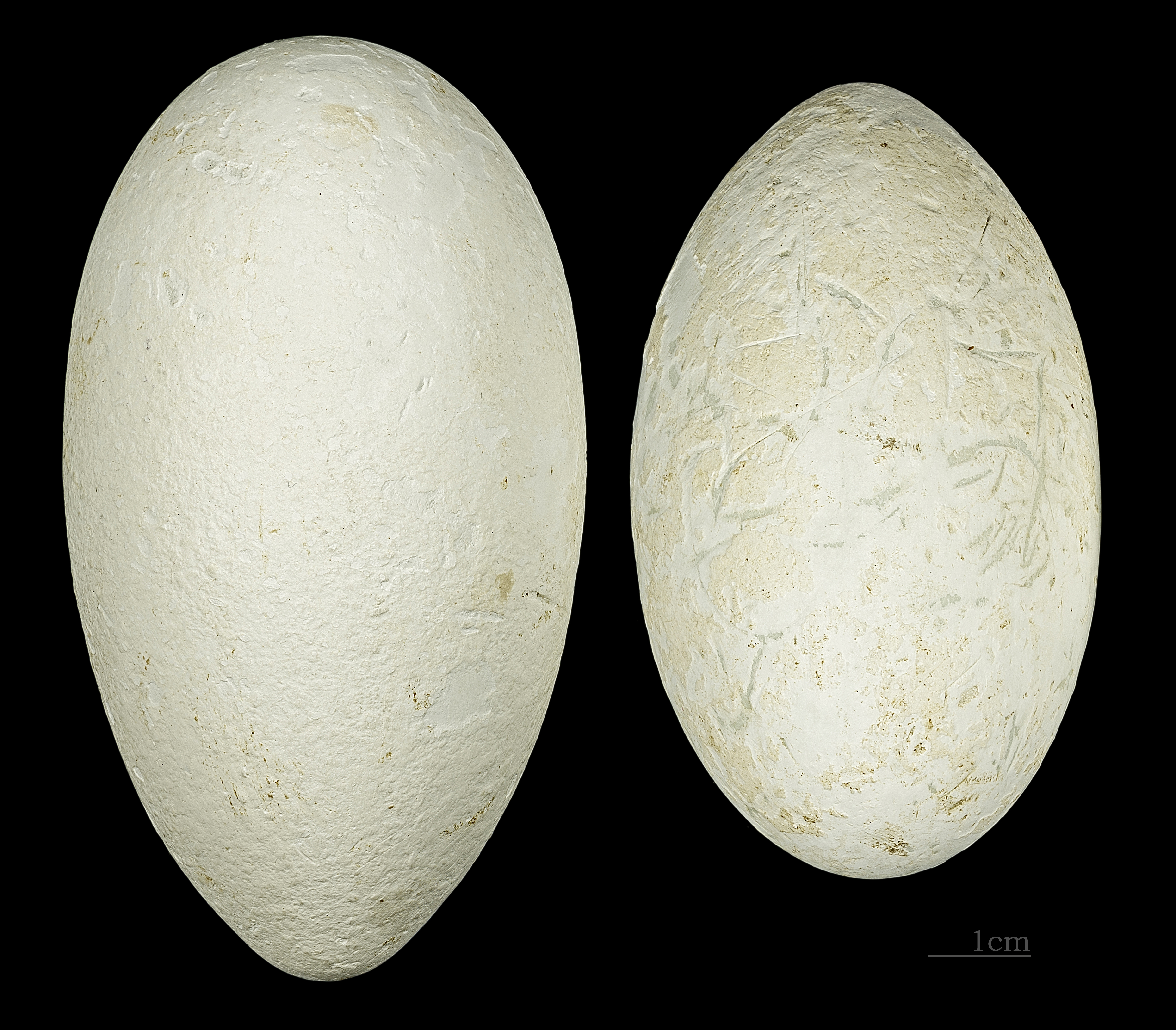
بيضتا نحام أصغر

النحام الأصغر أو النحام الصغير (الاسم العلمي: Phoeniconaias minor) هو نحام يوجد في قلب إفريقيا (خصوصًا الوادي المتصدع الكبير) حتى الهند. وهو أصغر أنواع النحام وأكثرها عدداً.
يتميز بريش أبيض وردي في الغالب. الفرق بينه وبين النحام الأخر أن منقاره أسود وأكبر بكثير ويختلف في الحجم والطول.

## مناطق وجودها
- توجد في بحيرة النطرون بتنزانيا، حيث ترتفع درجة الحموضة في المياه تجعل من الصعب على الحيوانات المفترسة أفتراسها.

## التكاثر

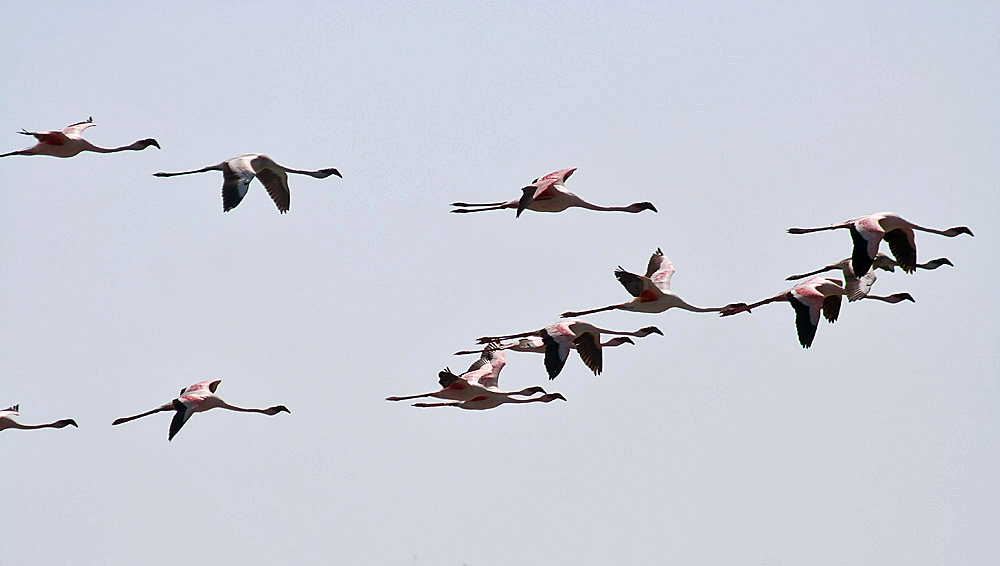
هجرة النحام في الهند

- تضع أنثى النحام الأصغر بيضة واحدة على كومة من الطين .

## التغذية
- يتغذى النحام الأصغر على البكتريا الزرقاء (Arthrospira) التي لا تعيش إلا في بحيرات شديدة الحرارة. وتشتهر بحيرة النطرون بالينابيع الحارة.

فمنقار النحام الأصغر سميك متخصص لالتقاط الغذاء حجمه صغير. الاستهلاك اليومي لهذا النحام هو 72 غرام من البكتيريا الزرقاء.

## التهديد
- تهدد هذه الطيور في السنوات الأخيرة بسبب التسمم والذي يعود للمعادن الثقيلة الموجودة في هذه البحيرة.